# Serichonus gracilipes
Serichonus gracilipes là một loài thực vật có hoa trong họ Táo.

## Lịch sử phân loại
Năm 1904 Friedrich Ludwig Emil Diels mô tả khoa học đầu tiên loài với danh pháp Stenanthemum gracilipes. Năm 2007, Kevin R. Thiele thiết lập chi mới Serichonus và chuyển nó sang chi này.

## Serichonus

### Từ nguyên của chi
Danh từ Serichonus có nguồn gốc từ tiếng Hy Lạp σηρῐκόν (serikon, có nguồn gốc từ σηρικός / serikos) nghĩa là "lụa" và χῶνος (chonos) nghĩa là phễu; để nói tới hoa hình phễu có lông mượt như lụa.

### Mô tả chung
Cây bụi thường xanh, có lông tơ mềm và rậm, với lông đơn và lông hình sao, đôi khi với rễ bất định. Các lá kèm rời hoặc hợp sinh ngắn ở đáy giữa cuống lá và thân, rộng, bền nhiều hay ít. Lá mọc so le, có cuống lá, bạc màu, nguyên, gập đôi khi non, mép phẳng. Cụm hoa chủ yếu là các chùy dạng xim ở đầu cành, nhỏ, lỏng lẻo, ít hoa; lá bắc bền. Hoa lưỡng tính, mẫu 5, màu kem khi non, thường đỏ dần theo độ tuổi, cuống hoa dài, các cuống hoa dài ra rõ rệt ở quả. Chén hoa hình ống ngắn, hình phễu. Đài hoa mọc thẳng tới tỏa rộng, bền ở quả. Cánh hoa mọc thẳng, dạng nắp, có vuốt ngắn, nhẵn bóng; vuốt hợp sinh ở đáy chỉ nhị trong một phần chiều dài của nó. Các nhị hoa được bao bọc trong và dài gần bằng cánh hoa, từ thẳng đứng tới cong vào. Đĩa tạo thành một vòng hẹp, gợn sóng xung quanh đỉnh bầu nhụy, rời, nhẵn nhụi, trở thành vòng tròn ở quả. Bộ nhụy 3 lá noãn; bầu nhụy hạ nhiều hay ít, rậm lông hình sao trên đỉnh; vòi nhụy nguyên, nhẵn nhụi, có nhú trong phần lớn chiều dài của nó, đỉnh với đầu nhụy 3 thùy nhỏ. Quả là quả nang nứt, khoảng nửa hạ hoặc chủ yếu là hạ, hình trứng ngược;  các quả con dạng vảy, với một lớp tinh thể giữa các quả con, chẻ dọc theo bề mặt bên trong của chúng và trên đỉnh để giải phóng hạt. Hạt có áo hạt; phần thân màu đồng nhất phía trên phần đáy sẫm màu; áo hạt khá to, trong mờ, 3 thùy.

### Phân biệt và nghiên cứu chuyên sâu
Chi đơn loài này tương tự như Papistylus về hình dạng lá và lớp lông, ống hoa dài và vòi nhụy có nhú (nhú nổi rõ hơn ở Papistylus). Nó cũng tương tự như Blackallia ở các hoa có cuống dài với ống hoa dài và ở quả của nó, nhưng dễ dàng phân biệt dễ dàng như được mô tả trong chi đó. Một đặc điểm độc đáo ở Serichonus là cụm hoa lỏng lẻo hở với các cuống hoa dài ra đáng kể, lên đến 3 lần, khi ở quả. Trong các chi khác của tông Pomaderreae, cuống hoa dài ra nhiều nhất là 2 lần chiều dài ban đầu của chúng. Ngoài ra còn có một lớp tinh thể khác biệt trên bề mặt bên trong của các quả con, có lẽ hỗ trợ cho sự nứt ra của quả nứt; điều này chưa được quan sát thấy ở Blackallia hoặc Papistylus. Rễ bất định dường như cực kỳ hiếm trong tông Pomaderreae, nhưng lại có ở Serichonus.
Các cánh hoa và nhị hoa ở Serichonus gracilipes hợp nhất trong ~0,3 mm chiều dài ở đáy, một đặc điểm hiếm khi được quan sát thấy ở họ Rhamnaceae; các ví dụ về các loài ở Úc với các phức hệ nhị hoa - cánh hoa hợp nhất là Pomaderris adnata và P. subplicata. Bennek (1958) lập luận rằng các cánh hoa và nhị hoa trong họ Rhamnaceae, mọc liền kề nhau (cánh và nhị hoa có cùng số lượng và sắp xếp đối diện nhau) chứ không xen kẽ như ở hầu hết các họ khác, phát triển từ một mầm nguyên sinh chung. Tuy nhiên, các tác giả khác, như Ronse Decraene et al. (1993), Medan & Schirarend (2004) phản đối điều này, tin rằng các mầm nguyên sinh cánh hoa và nhị hoa riêng biệt trở thành hợp nhất thứ cấp. Các nghiên cứu về hình thái học của Serichonus và các loài khác thuộc tông Pomaderreae có thể giúp giải quyết các cách thức phát triển dẫn đến hoa với cánh hoa và nhị hoa mọc liền kề nhau ở họ Rhamnaceae.

## Mẫu định danh
Bộ sưu tập ban đầu của Diels từ chuyến đi của ông ở Tây Úc (1904-1906), bao gồm cả mẫu holotype của Stenanthemum gracilipes, được lưu giữ tại phòng mẫu cây của Vườn Thực vật và Bảo tàng Thực vật Berlin, cơ sở trung tâm của Đại học Tự do Berlin (B) tại Berlin, nhưng phần lớn trong số đó đã bị phá hủy vào cuối Thế chiến thứ hai. Việc tìm kiếm mẫu định danh gốc tại đây đã không thành công. Tuy nhiên, một bộ phận của mẫu định danh gốc lưu giữ tại Phòng mẫu cây Tây Úc (PERTH) tại Kensington, Tây Úc, do Charles Austin Gardner kiếm được từ phòng mẫu cây của Vườn Thực vật và Bảo tàng Thực vật Berlin trong thập niên 1930 vẫn còn và nó được chỉ định là lectotype thay cho holotype đã thất lạc.
- Holotype: D. 4183. Thu thập tại Wokatharra Hills, gần vịnh Champion, Tây Úc ngày 9 tháng 9 năm 1901. Hiện đã thất lạc.
- Lectotype: L. Diels 4183 (số lưu giữ tại PERTH: PERTH 1008188).[1]

## Từ nguyên
Tính từ định danh gracilis trong tiếng Latinh nghĩa là mảnh mai, thanh mảnh; dùng để chỉ các cụm hoa lỏng lẻo của loài này.

## Phân bố
Loài đặc hữu tỉnh thực vật tây nam Tây Úc, kéo dài từ Nabawa về phía nam đến Wokatharra Hill. Có trong các môi trường sống trên đá, thường là đá ong trên nền đá granit, nhưng cũng được ghi nhận từ sa thạch. Một ghi chép là từ các khe đá ở rìa của phần đỉnh bằng của núi cô lập nền đá ong với sự chi phối của Hibbertia (họ Dilleniaceae) và những cây bụi bị gió xén tỉa khác và kéo dài xuống phần trên cùng của sườn dốc. Các ghi nhận trước đó bao gồm các sườn đáy của các núi cô lập, các mỏm hay các bảng đá granit cùng với Thryptomene (họ Myrtaceae), và các hào rãnh đá, đôi khi bên cạnh các tảng đá granit.

## Mô tả loài
Cây bụi cao 0,2–0,7 m, với các thân bò lan đôi khi phân lớp, không gai, các lá chủ yếu ở phần xa. Các thân non ban đầu có một lớp lông tơ rậm, gồm các lông đơn dài và các lông hình sao nhỏ hơn, đôi khi trở thành nhẵn nhụi; các lông đơn chủ yếu là cong hướng lên, dài nhất tới 0,7–1,5 mm. Các lá kèm hình tam giác rộng, dài 3–5,5 mm, rời hoặc hợp sinh ở sát đáy giữa cuống lá và thân cây, thon nhỏ dần, có răng cưa, có lông dọc theo gân giữa và mép. Cuống lá dài 2–4 mm, rậm lông. Phiến lá ban đầu gập đôi, hình trứng ngược, dài 12–20 mm, rộng 7–12 mm; đáy hình nêm, đỉnh khía răng cưa và nhọn đột ngột, hơi uốn ngược; mặt dưới rậm lông với các lông đơn dài phủ lên trên các lông hình sao nhỏ hơn; mặt trên với lớp lông gồm các lông đơn từ thưa đến khá dày. Cụm hoa là các xim hoa rời, mỗi xim ở đầu một cành con và thường gồm 3–6(–10) hoa; các lá bắc ngoài đơn độc, bền, mỗi lá đỡ một nhóm các cuống hoa, hình trứng hoặc hình trứng rộng, dài 1,5–2,5 mm, có răng cưa, có lông rung, hơi có lông ở mặt ngoài, các lông đơn và áp ép; các  lá bắc ở đáy các cuống hoa nhỏ, dài 0,2–0,8 mm. Hoa màu trắng, trở thành đỏ hoặc hồng ở quả, cuống hoa thường dài 3–6 mm (ở quả phình dài đến 7–12 mm). Ống hoa dài 1,5–2 mm (phình dài đến ~3 mm ở quả), đường kính 1,5–2,3 mm, hình phễu, mặt trong nhẵn nhụi; đáy chén hoa với một lớp lông đơn rậm hoặc rất rậm gồm các lông đơn cong hướng lên và các lông hình sao nhỏ hơn nhiều, lông lớn nhất dài ~1 mm; ống hoa dài hơn nhiều so với phần đáy và ít lông hơn, đôi khi chủ yếu là nhẵn nhụi với các lông chỉ giới hạn ở 5 gân dọc. Lá đài dài 1,5–2 mm, có lông từ vừa phải đến rậm. Cánh hoa dài 1–1,2 mm (không kể phần đáy hợp sinh), màu trắng với các đốm màu hồng sẫm ở phần trên; vuốt hợp sinh với đáy chỉ nhị 0,2–0,3 mm. Nhị hoa dài 0,8–1,1 mm (không kể phần đáy hợp sinh), bao phấn dài 0,25–0,3 mm. Đĩa nhẵn bóng, màu vàng. Đỉnh bầu nhụy với lớp lông rậm gồm các lông dài mọc thẳng đứng và lộn xộn. Vòi nhụy dài 1,6–2,5 mm, có nhú dài ~0,02 mm; đầu nhụy 3 thùy nhỏ. Quả chủ yếu là hạ tới nửa hạ, dài 2,3–3 mm, màu nâu ánh đỏ. Hạt nén ép, hình elip, dài 2,3–2,4 mm, thân dài ~1,9 mm và rộng ~1,1 mm, sẫm màu ở đáy, màu nâu da cam đồng nhất ở phần trên; áo hạt trong suốt-trong mờ, dài ~0,7 mm, 3 thùy ngắn. Ra hoa và tạo quả tháng 8-9.